# Orla Noom
Orla Noom, née le 2 novembre 1985 à Haarlem, est une joueuse professionnelle de squash représentant les Pays-Bas. Elle atteint le 31e rang mondial en novembre 2007, son meilleur classement. Elle fait partie de l'équipe des Pays-Bas avec Vanessa Atkinson, Annelize Naudé et Margriet Huisman qui crée un exploit historique en 2010 en battant l'équipe d'Angleterre en demi-finale puis l'équipe de France en finale pour devenir championne d'Europe par équipes,.

## Palmarès

### Titres
- Championnat d'Europe par équipes : 2010